# Fiskenes
Fiskenes est une localité du comté de Nordland, en Norvège.

## Géographie
Administrativement, Fiskenes fait partie de la kommune d'Andøy.